# Lista de partidos políticos na Europa por país

## Europa Oriental
|                 | País         | Vários partidos | Dois partidos | Partido dominante | Partido único | Sem partido |
| --------------- | ------------ | --------------- | ------------- | ----------------- | ------------- | ----------- |
| Arménia         | Arménia      | √               |               |                   |               |             |
| Azerbaijão      | Azerbaijão   |                 | √             |                   |               |             |
| Bielorrússia    | Bielorrússia | √               |               |                   |               |             |
| Bulgária        | Bulgária     | √               |               |                   |               |             |
| Eslováquia      | Eslováquia   | √               |               |                   |               |             |
| República Checa | Chéquia      | √               |               |                   |               |             |
| Geórgia         | Geórgia      | √               |               |                   |               |             |
| Hungria         | Hungria      | √               |               |                   |               |             |
| Moldávia        | Moldávia     | √               |               |                   |               |             |
| Polónia         | Polónia      | √               |               |                   |               |             |
| Roménia         | Roménia      | √               |               |                   |               |             |
| Rússia          | Rússia       | √               |               |                   |               |             |
| Ucrânia         | Ucrânia      | √               |               |                   |               |             |

## Norte da Europa
|                      | País        | Vários partidos | Dois partidos | Partido dominante | Partido único | Sem partido |
| -------------------- | ----------- | --------------- | ------------- | ----------------- | ------------- | ----------- |
| Dinamarca            | Dinamarca   | •               |               |                   |               |             |
| Estónia              | Estónia     | •               |               |                   |               |             |
| Finlândia            | Finlândia   | •               |               |                   |               |             |
| República da Irlanda | Irlanda     | •               |               |                   |               |             |
| Islândia             | Islândia    | •               |               |                   |               |             |
| Letónia              | Letónia     | •               |               |                   |               |             |
| Lituânia             | Lituânia    | •               |               |                   |               |             |
| Noruega              | Noruega     | •               |               |                   |               |             |
| Reino Unido          | Reino Unido | •               |               |                   |               |             |
| Suécia               | Suécia      | •               |               |                   |               |             |

## Sul da Europa
|                      | País                 | Vários partidos | Dois partidos | Partido dominante | Partido único | Sem partido |
| -------------------- | -------------------- | --------------- | ------------- | ----------------- | ------------- | ----------- |
| Albânia              | Albânia              | •               |               |                   |               |             |
| Andorra              | Andorra              | •               |               |                   |               |             |
| Bósnia e Herzegovina | Bósnia e Herzegovina | •               |               |                   |               |             |
| Croácia              | Croácia              | •               |               |                   |               |             |
| Eslovénia            | Eslovénia            | •               |               |                   |               |             |
| Espanha              | Espanha              | •               |               |                   |               |             |
| Gibraltar            | Gibraltar (RU)       | •               |               |                   |               |             |
| Grécia               | Grécia               | •               |               |                   |               |             |
| Itália               | Itália               | •               |               |                   |               |             |
| Kosovo               | Kosovo               | •               |               |                   |               |             |
| Macedónia do Norte   | Macedónia            | •               |               |                   |               |             |
| Malta                | Malta                |                 | •             |                   |               |             |
| Montenegro           | Montenegro           | •               |               |                   |               |             |
| Portugal             | Portugal             | •               |               |                   |               |             |
| San Marino           | San Marino           | •               |               |                   |               |             |
| Sérvia               | Sérvia               | •               |               |                   |               |             |
| Turquia              | Turquia              | •               |               |                   |               |             |
| Vaticano             | Vaticano             |                 |               |                   |               | •           |

## Europa Ocidental
|               | País          | Vários partidos | Dois partidos | Partido dominante | Partido único | Sem partido |
| ------------- | ------------- | --------------- | ------------- | ----------------- | ------------- | ----------- |
| Alemanha      | Alemanha      | •               |               |                   |               |             |
| Áustria       | Áustria       | •               |               |                   |               |             |
| Bélgica       | Bélgica       | •               |               |                   |               |             |
| França        | França        | •               |               |                   |               |             |
| Liechtenstein | Liechtenstein |                 | •             |                   |               |             |
| Luxemburgo    | Luxemburgo    | •               |               |                   |               |             |
| Mónaco        | Mónaco        |                 | •             |                   |               |             |
| Países Baixos | Países Baixos | •               |               |                   |               |             |
| Suíça         | Suíça         | •               |               |                   |               |             |